# Glypta dakota
Glypta dakota är en stekelart som beskrevs av Cresson 1870. Glypta dakota ingår i släktet Glypta och familjen brokparasitsteklar. Inga underarter finns listade i Catalogue of Life.